# 雷尼冰川
73°40′S 163°6′E / 73.667°S 163.100°E
雷尼冰川（英語：Rainey Glacier），是南極洲的冰川，位於維多利亞地的斯科特海岸，處於阿查姆保特嶺北部，流經冷藏山脈，最終注入坎貝爾冰川，以新西蘭探險隊的製圖師命名，現時由南極條約體系管理。